# Jean-Baptiste Leschenault de La Tour
Jean-Baptiste Louis Claude Théodore Leschenault de La Tour, né le 13 novembre 1773 à Saint-Jean-de-Vaux, près de Chalon-sur-Saône, et mort le 14 mars 1826 à Paris, est un botaniste et ornithologue français.

## Le voyage en Australie et Indonésie
Fils de Claude-Théodore Leschenault (24-03-1730 – 30-08-1797) et de Marguerite Gauthier (vers 1744 – 17-06-1809), Jean-Baptiste Louis Claude Leschenault de La Tour se rend à Paris en 1798, après la mort de son père, juge à Dijon. Son intérêt pour l’histoire naturelle le fait remarquer et il est choisi comme botaniste dans l’expédition commandée par Nicolas Baudin (1754-1803), sur ordre du gouvernement du Premier Consul, expédition qui compte neuf zoologistes et botanistes.
Entre 1800 et 1803, il est botaniste en chef de l'expédition de Nicolas Baudin vers l'Australie, appelée à l'époque Nouvelle-Hollande. Il collecte un grand nombre de nouveaux spécimens en 1801 et 1802, mais il est si malade en avril 1803 qu'il doit être débarqué à Timor.
Contraint de passer les trois années suivantes à Java, à cause des troubles politiques en Europe, il en profite pour y mener la première étude botanique sérieuse sur cette île qui n'avait jamais été visitée par des naturalistes, si ce n'est une courte investigation de Carl Peter Thunberg. Il en profite aussi pour étudier la langue malaise et fait paraître un dictionnaire à son retour en France.
Il rentre en France en juillet 1807 avec une vaste collection de plantes et d'oiseaux. Ces derniers sont décrits par Cuvier et Vieillot. Il donne également accès à ses notes à Coenraad Jacob Temminck. Quant à sa collection d'espèces florales, elle lui permet d'obtenir une pension du gouvernement français. Leschenault a étudié plus de cent mille spécimens dont 2 500 nouvelles espèces.

## Le voyage en Inde
En mai 1816, Leschenault de La Tour s'embarque pour l'Inde, afin d'y collecter de nouvelles plantes à Pondichéry, comptoir français, et d'y fonder un jardin botanique. Il y obtient des autorités britanniques la permission de voyager à travers le Tamil Nadu, le Bengale et l'île de Ceylan.
Il envoie les plantes et graines qu'il y découvre à l'île Bourbon afin qu'elles y soient cultivées. Parmi ces envois, on recense deux variétés de canne à sucre et six variétés de coton.
Il retourne en France en 1822 et y est décoré de la Légion d'honneur.

## Le voyage en Amérique du Sud
Moins d'un an après son arrivée, il s'embarque pour l'Amérique du Sud. Il visite le Brésil, les Guyanes néerlandaise et française. Il introduit à Cayenne différents plants de thé.
Il est forcé de rentrer chez lui après seulement dix-huit mois à cause d'une santé défaillante.

## Espèces dédiées
Un certain nombre d'espèces ont été nommées en hommage à Leschenault de La Tour, parmi lesquelles :
- le genre végétal Lechenaultia d'Australie et Nouvelle-Guinée (famille Goodeniaceae),
- le millepertuis Hypericum leschenaultii,
- les oiseaux : pluvier de Leschenault (Charadrius leschenaultii) par René Primevère Lesson (1794-1849) en 1826 et le gravelot de Leschenault (Phaenicophaeus leschenaultii) par le même en 1830 ; l'énicure de Leschenault (Enicurus leschenaulti) par Louis Jean Pierre Vieillot (1748-1831)